# Hugh Skinner
Hugh Skinner, född 6 januari 1985 i London, är en brittisk skådespelare.
Skinner har bland annat medverkat i TV-serierna Fleabag och Syndarnas hus. Han har även medverkat i filmen Mamma Mia! Here We Go Again.

## Filmografi (i urval)
- 2016–2019 – Fleabag (TV-serie)
- 2017–2018 – Syndarnas hus (TV-serie)
- 2018 – Mamma Mia! Here We Go Again
- 2022 – The Invitation
- 2023 – The Witcher (TV-serie)